# Ciąg uogólniony
Ciąg uogólniony – rozszerzenie pojęcia ciągu na odwzorowania zbiorów skierowanych w dowolne zbiory. Dla ciągów uogólnionych możemy wprowadzać pojęcie zbieżności czy punktów skupienia. W szczególności, każdy ciąg jest ciągiem uogólnionym. Ciąg uogólniony nazywa się też ciągiem Moore’a-Smitha (w skrócie MS-ciągiem), a w żargonie matematycznym ciąg uogólniony bywa nazywany netem (z angielskiego).

## Definicja formalna
Niech {\displaystyle X} będzie niepustym zbiorem, a {\displaystyle (\Sigma ,\leqslant )} zbiorem skierowanym. Ciągiem uogólnionym nazywamy dowolne odwzorowanie {\displaystyle S:\Sigma \to X}. Ciąg taki oznaczamy również {\displaystyle S=(x_{\sigma })_{\sigma \in \Sigma }} lub {\displaystyle S=\{x_{\sigma }:\sigma \in \Sigma \}}. Wartość {\displaystyle x_{\sigma }} jest elementem zbioru {\displaystyle X} przyporządkowanym elementowi {\displaystyle \sigma \in \Sigma .}

### Punkty skupienia i granica
Niech {\displaystyle X} będzie przestrzenią topologiczną. Punkt {\displaystyle x\in X} nazywamy punktem skupienia ciągu uogólnionego {\displaystyle S=\{x_{\sigma }\colon \;\sigma \in \Sigma \},} jeśli
{\displaystyle \bigwedge _{U\subseteq X}\bigwedge _{\sigma _{0}\in \Sigma }\bigvee _{\sigma \geqslant \sigma _{0}}x_{\sigma }\in U,}
gdzie {\displaystyle U} oznacza otoczenie punktu {\displaystyle x.}
Punkt {\displaystyle x\in X} nazywamy granicą ciągu uogólnionego {\displaystyle S=\{x_{\sigma }\colon \;\sigma \in \Sigma \},} jeśli
{\displaystyle \bigwedge _{U\subseteq X}\bigvee _{\sigma _{0}\in \Sigma }\bigwedge _{\sigma \geqslant \sigma _{0}}x_{\sigma }\in U,}
gdzie {\displaystyle U,} tak jak poprzednio, oznacza otoczenie punktu {\displaystyle x.}
Mówimy wtedy również, że {\displaystyle S} jest zbieżny do {\displaystyle x.}
Ciąg uogólniony może być zbieżny do więcej niż jednej granicy. Zbiór wszystkich granic ciągu {\displaystyle S} oznaczamy {\displaystyle \lim S} albo {\displaystyle \lim _{\sigma \in \Sigma }S.}

### Subtelniejsze ciągi uogólnione
Pojęcie subtelniejszego ciągu uogólnionego jest analogią pojęcia podciągu.
Ciąg uogólniony {\displaystyle S=\{x_{\sigma '}\colon \;\sigma '\in \Sigma '\}} nazywamy subtelniejszym od ciągu {\displaystyle S=\{x_{\sigma }\colon \;\sigma \in \Sigma \},} jeśli istnieje funkcja {\displaystyle \varphi \colon \Sigma '\to \Sigma ,} spełniająca warunki:
1. {\displaystyle \bigwedge _{\sigma _{0}\in \Sigma }\bigvee _{\sigma _{0}'\in \Sigma '}\left[\sigma '\geqslant \sigma _{0}'\Rightarrow \varphi (\sigma ')\geqslant \sigma _{0}\right].}
2. {\displaystyle \bigwedge _{\sigma '\in \Sigma '}x_{\varphi (\sigma ')}=x_{\sigma '}.}

## Własności
- Jeśli punkt {\displaystyle x} jest punktem skupienia ciągu uogólnionego {\displaystyle S'} subtelniejszego od {\displaystyle S,} to {\displaystyle x} jest punktem skupienia {\displaystyle S.}
- Jeśli punkt {\displaystyle x} jest granicą ciągu uogólnionego {\displaystyle S,} to jest także granicą subtelniejszego ciągu uogólnionego {\displaystyle S'.}
- Jeśli punkt {\displaystyle x} jest punktem skupienia ciągu uogólnionego {\displaystyle S,} to jest granicą pewnego ciągu uogólnionego {\displaystyle S',} subtelniejszego od {\displaystyle S.}

## Ciągi uogólnione w przestrzeniach topologicznych
- Odwzorowanie {\displaystyle f:X\to Y} przestrzeni topologicznych jest ciągłe wtedy i tylko wtedy, gdy {\displaystyle f(\lim \limits _{\sigma \in \Sigma }x_{\sigma })\subseteq \lim _{\sigma \in \Sigma }f(x_{\sigma })} dla każdego ciągu uogólnionego {\displaystyle \Sigma \to X}.
- Punkt {\displaystyle x} przestrzeni {\displaystyle X} jest punktem skupienia zbioru {\displaystyle A\subseteq X} wtedy i tylko wtedy, gdy jest granicą ciągu uogólnionego {\displaystyle S=\{x_{\sigma }:\sigma \in \Sigma \}}, gdzie {\displaystyle x_{\sigma }\in A\setminus \{x\}} dla każdego {\displaystyle \sigma \in \Sigma }.
- Punkt {\displaystyle x} przestrzeni {\displaystyle X} należy do domknięcia zbioru {\displaystyle A\subseteq X} wtedy i tylko wtedy, gdy istnieje ciąg uogólniony {\displaystyle S=\{x_{\sigma }:\sigma \in \Sigma \}} zbieżny do {\displaystyle x} taki, że {\displaystyle x_{\sigma }\in A} dla każdego {\displaystyle \sigma \in \Sigma }.
- Zbiór {\displaystyle A\subseteq X} jest domknięty w przestrzeni {\displaystyle X} wtedy i tylko wtedy, gdy wraz z każdym zbieżnym ciągiem uogólnionym zawiera jego granice[1].

## Literatura dodatkowa
- Grigorij Fichtenholz, Rachunek różniczkowy i całkowy, Wydawnictwo Naukowe PWN, Warszawa 1999.
- S. Gładysz: Wstęp do topologii, Państwowe Wydawnictwo Naukowe, Warszawa 1981.